# نیمه‌هادی سیموس
مکمل اکسید فلز نیمه هادی (CMOS) سی / موس  یک تکنولوژی برای ساخت مدارات مجتمع است. تکنولوژی CMOS در ریزپردازنده‌ها، میکروکنترلرها، RAMهای استاتیک و دیگر مدارهای دیجیتالی استفاده می‌شود. تکنولوژی CMOS  برای برخی  مدارات آنالوگ مانند سنسورهای تصویر، مبدل‌های داده  و فرستنده - گیرنده یکپارچه برای بسیاری از انواع ارتباطات نیز استفاده می‌شود. این نیمه هادی را فرانک وانلس سی موس در سال ۱۹۶۳ (در ایالات متحده امریکا به شماره اختراع ۳،۳۵۶،۸۵۸) به ثبت رساند.
CMOS   در برخی موارد  به عنوان مکمل تقارن اکسید فلز نیمه هادی  نامیده می‌شود. واژه " مکمل تقارن " به این واقعیت اشاره می‌کند که سبک معمول طراحی دیجیتال با CMOS با استفاده از جفت مکمل و متقارن از ترانزیستور نوع p و نوع n اثر میدان نیمه هادی اکسید فلزی (ماسفت) برای توابع منطقی می‌باشد.
دو ویژگی مهم دستگاه‌های CMOS عدم تاثیر نویز و مصرف کم توان استاتیک  می‌باشد. از آنجا که یک ترانزیستور از یک جفت همیشه خاموش، در ترکیب سری بین وضعیت روشن و خاموش تساوی قدرت قابل توجهی دارند. در نتیجه، دستگاه‌های CMOS اتلاف حرارتی به اندازه گیت‌های دیگر ندارند، به عنوان مثال منطق ترانزیستور (TTL) یا منطق NMOS، که به طور معمول برخی در لحظه‌ای که تغییر حالت ندارند حرارت می‌کنند.  CMOS همچنین امکان  استفاده تعداد زیادی از توابع منطقی روی یک تراشه را می‌دهد. به این دلیل بود که CMOS  تکنولوژی استفاده شده در تراشه‌های VLSI می‌باشد.
عبارت " اکسید فلز نیمه هادی " که اشاره به ساختار فیزیکی خاص ترانزیستورهای اثر میدانی است، یک الکترود گیت فلزی قرار داده شده در بالای یک عایق اکسید، که آن نیز در بالای یک ماده نیمه هادی. مثلاً آلومینیوم قرار داده می‌شد. اما در حال حاضر مواد پلی سیلیکون استفاده می‌گردد. دیگر دروازه‌های فلزی بازگشتی دی الکتریک در فرایند CMOS ساخته شده‌اند، که توسط آی بی ام و اینتل برای گره نانومتر ۴۵ و فراتر از آن اعلام شده است.